# Ben Jipcho

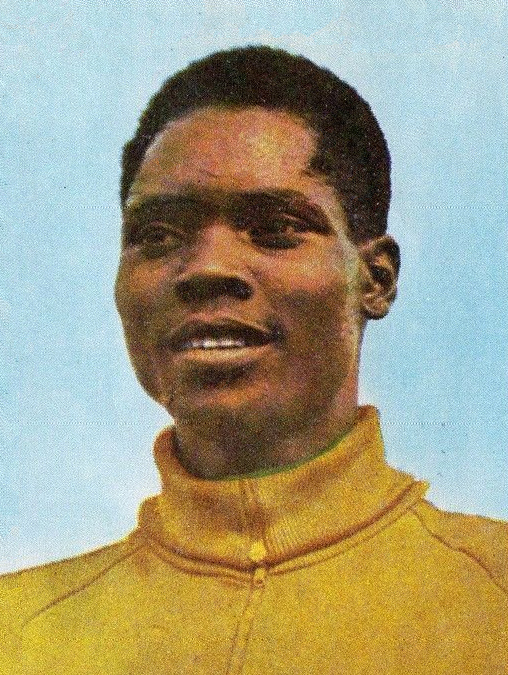
Ben Jipcho (1972)

Benjamin Wabura „Ben“ Jipcho (* 1. März 1943 in Chepchabai, Mount Elgon District; † 24. Juli 2020 in Eldoret) war ein kenianischer Leichtathlet. Er wurde 1972 Olympiazweiter im 3000-Meter-Hindernislauf und lief 1973 als erster Hindernisläufer unter 8 Minuten und 20 Sekunden.

## Karriere
Ben Jipcho wuchs als Waisenkind in der Gegend des Mount Elgon in Westkenia auf, der genaue Geburtsort und das exakte Geburtsdatum sind nicht sicher bekannt. Zunächst wurde er bekannt als einer der Tempomacher für Kipchoge Keino, wenn dieser bei großen Sportfesten antrat. Bei den Olympischen Spielen 1968 in der Höhe von Mexiko-Stadt übernahm Jipcho im Finale des 1500-Meter-Laufs in den ersten beiden Runden die Führung und konnte mit Keino hinter sich einen beachtlichen Vorsprung von rund zwanzig Metern herauslaufen, den Keino dann zum Olympiasieg nutzte, während Jipcho am Ende auf den zehnten Platz zurückfiel. Seine erste Medaille gewann Jipcho bei den British Commonwealth Games 1970 in Edinburgh auf der Hindernisstrecke. Obwohl er praktisch gar keine Sprungtechnik hatte, gewann er in 8:29,6 Minuten die Silbermedaille hinter dem Australier Tony Manning und blieb knapp vor dem Olympiasieger von 1968 Amos Biwott. 1971 gewann Jipcho in München den vorolympischen 3000-Meter-Hindernislauf beim Hanns-Braun-Sportfest in 8:29,6 Minuten, obwohl er unterwegs zweimal gestürzt war; tags darauf siegte er auch im 5000-Meter-Lauf. Bei den Olympischen Spielen 1972 in München trat Jipcho zuerst auf der Hindernisstrecke an. In 8:24,6 Minuten gewann er die Silbermedaille hinter Kipchoge Keino knapp vor dem Finnen Tapio Kantanen. Drei Tage nach dem Hindernisfinale trat Ben Jipcho auch zum 5000-Meter-Vorlauf an, als Dritter seines Vorlaufs konnte er sich aber nicht für das Finale qualifizieren.
Anfang 1973 siegte Ben Jipcho bei den Panafrikanischen Spielen in Lagos sowohl über 5000 Meter als auch über die Hindernisse. Im Hindernislauf lief er in 8:20,74 Minuten eine Zeit, die die Einstellung des Weltrekordes von Anders Gärderud bedeutet hätte. Allerdings wurde diese Leistung nicht anerkannt, da die Abmessungen des Wassergrabens nicht den Vorschriften entsprachen. Ab Juni 1973 trat Jipcho dann in der europäischen Freiluftsaison an. Sein erster Start war beim Dreiländerkampf Finnland gegen Italien gegen Kenia in Helsinki. Dort lief Jipcho am 19. Juni als erster Hindernisläufer unter 8:20 Minuten und verbesserte in 8:19,8 Minuten den Weltrekord von Gärderud um eine Sekunde. Nur acht Tage später traf Jipcho ebenfalls in Helsinki auf Gärderud. Obwohl Gärderud fast an seinen alten Weltrekord herankam, hatte Jipcho im Ziel einen großen Vorsprung, mit 8:14,0 Minuten (elektronisch 8:13,91 Minuten) hatte Jipcho seinen eigenen Weltrekord um fast sechs Sekunden verbessert. Wenige Tage danach verpasste Jipcho den Meilenweltrekord von Jim Ryun in Stockholm nur um 0,7 Sekunden. Anfang 1974 trat Ben Jipcho bei den British Commonwealth Games in Christchurch auf drei Strecken an. Zuerst gewann er in 8:20,67 Minuten den Hindernislauf. Drei Tage später lief er über 5000 Meter 13:14,3 Minuten persönliche Bestzeit; er gewann damit knapp vor Brendan Foster und blieb bis zum Ende des Jahres Erster in der Weltjahresbestenliste über 5000 Meter. Eine Woche später belegte er in 3:33,16 Minuten über 1500 Meter den dritten Platz hinter Filbert Bayi und John Walker.
Danach wechselte Ben Jipcho zum Profi-Rennstall des Amerikaners Mike O’Hara und lief dort zwei Jahre abseits der olympischen Sportbewegung. Anschließend kehrte Ben Jipcho nach Kenia zurück, wo er sich als Landwirt und Geschäftsmann niederließ.
Bei einer Körpergröße von 1,70 m betrug sein Wettkampfgewicht 71 kg.

## Bestzeiten
- 3000 Meter Hindernis: 8:13,91 min (1973)
- 1500 Meter: 3:33,16 min (1974)
- 5000 Meter: 13:14,3 min (1974)